# Вафельный рожок
Вафельный рожо́к, сахарная трубочка, вафельный стаканчик для мороженого — конусообразное мучное кондитерское изделие, как правило, сделанное из вафли, облатки или другого теста. Рожок позволяет есть помещённое в него мороженое без помощи ложки и без посуды, держа рожок в руке.
Вафельные рожки́ изготавливают разных вкусов, видов и размеров, с ровным или естественным краем. Бывают рожки, покрытые шоколадом, в форме факела, широкие рожки для двух шариков мороженого. Вафельные стаканчики представляют собой рожки с плоским дном, что позволяет ставить их на стол без каких-либо приспособлений.
В вафельных рожках подают не только мороженое, но и другие блюда, например, салаты. Рожки из вафли можно приготовить в домашних условиях, но особое значение рожки и стаканчики имеют для торговли мороженым и производства порционного мороженого.

## История
Съедобные рожки упоминались в поваренных книгах ещё в XVIII веке. Самым ранним считается рецепт свёрнутых в конус вафель cialdoni torcerli в поваренной книге итальянского кондитера Антонио де Росси в 1724 году. Свёрнутые в кулёчки тонкие лепёшки из пресного теста упоминаются в 1769 году в поваренной книге Бернарда Клермонта (Bernard Claremont) The Professed Cook и в 1770 году в книге Мэри Смит (Mary Smith) The Complete Housekeeper & Cook. В 1825 году Жюльен Аршамбо (Julien Archambault) описал приём изготовления рожка из маленькой вафли. Франкателли (Charles ElmFrancatelli) в изданной в 1846 году в Лондоне поваренной книге The Modern Cook впервые предложил заполнить рожок мороженым и таким образом гарнировать замороженный пудинг. Другое упоминание рожка содержится в английской поваренной книге Mrs A. B. Marshall’s Cookery Book, вышедшей в 1888 году. Рецепт её автора Агнес Маршалл «Корнет со сливками» содержал описание приготовления рожка из кружка миндального теста, выпеченного в духовке без использования формы для вафель

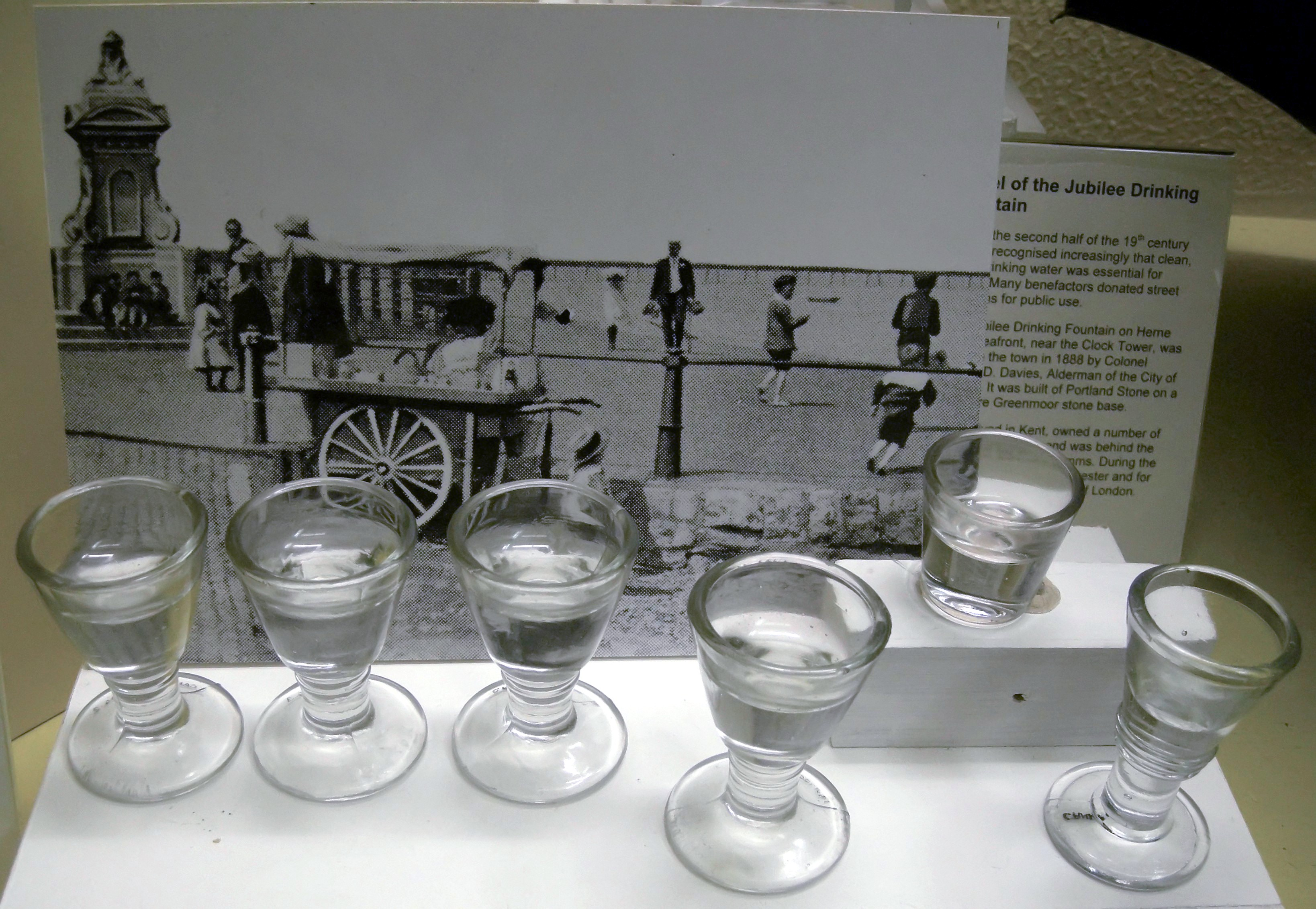
Стаканчики penny lick

В конце XIX века мороженое стало популярным, доступным большинству населения и часто продавалось на улицах. В мелкорозничной торговле мороженое продавали в бумажных пакетиках, на блюдечках, в вазочках, картонных тарелочках. Использовали маленькие стеклянные стаканчики (англ. penny lick — «лизни за пенни»), которые покупатель, съев порцию мороженого ценой в один пенни, возвращал мороженщику. Стаканчик споласкивали и вновь заполняли мороженым для следующего покупателя. Источники упоминают и другие способы подачи мороженого, в том числе в «съедобной посуде».

## Устройства для изготовления рожков и стаканчиков
На рубеже XIX и XX веков было выдано несколько патентов на устройства для производства съедобных ёмкостей для мороженого. В 1902 году Антонио Валвона (Antonio Valvona), торговец мороженым из Манчестера, запатентовал машину для изготовления стаканчиков из теста. В 1903 году живший в Нью-Йорке итальянец-мороженщик Итало Марчони (Italo Marchiony) подал заявку на машину для производства чашечек для мороженого.
Вафельные рожки сворачивали вручную до 1912 года, когда, по утверждению историков, Фредерик Брукман (Frederick Bruckman) изобрёл машину для сворачивания трубочек. В 1923 году Гарри Татосяну (Harry G. Tatosian) выдан патент США на машину для сворачивания рожков для мороженого, а в 1924 году — Карлу Тейлору (Carl R. Taylor) на машину, которая работала совместно с автоматом по выпечке вафель и сворачивала конусы из горячих вафель, попутно охлаждая их.

## Вафельные рожки на выставке в Сент-Луисе
Мороженое в вафельных рожках стало набирать популярность после Всемирной выставки в Сент-Луисе в 1904 году. Подтверждённых сведений о том, как это произошло, нет, на ключевую роль претендуют несколько человек, каждый из которых впоследствии занимался производством вафельных рожков. Популярна история о случайном появлении на выставке вафельных рожков. Из-за жаркой погоды мороженое пользовалось повышенным спросом, стаканчиков не хватало, и у ларька торговца мороженым Арнольда Фомачу выстроилась очередь ожидающих, пока освободится посуда. Вафли в жару не покупали, и их продавец Эрнест Хамви (Ernest Hamwi), выходец из Дамаска, свернул из свежей вафли рожок и предложил соседу по торговле в качестве упаковки для мороженого. Новое блюдо настолько понравилось посетителям, что стало символом выставки.

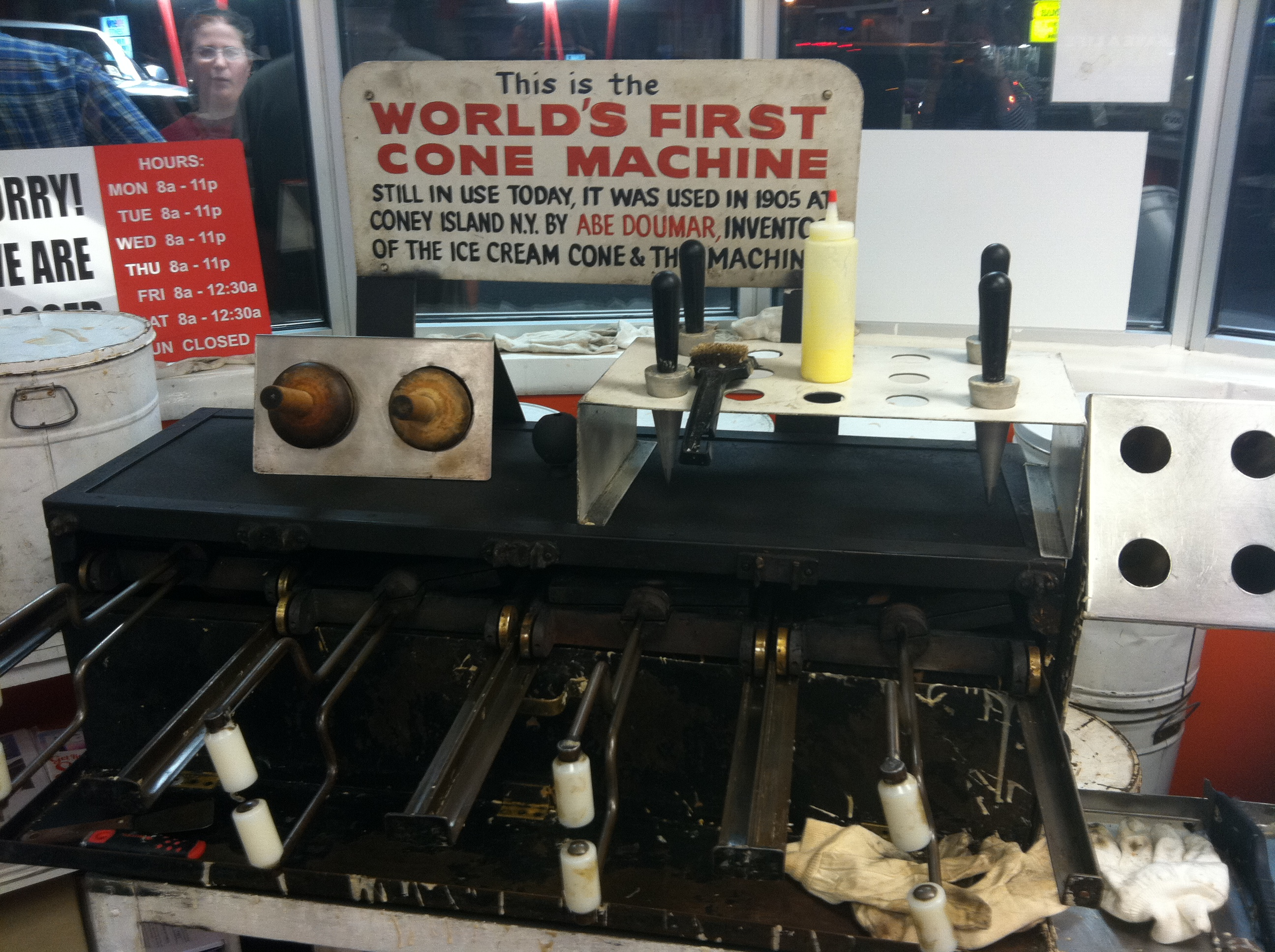
Первая машина Эйба Думара

Другая история связана с именем Эйба Думара (Abe Doumar). 16-летний сириец был статистом в «человеческом зоопарке», организованном на выставке. Юноша покупал вафли и мороженое и продавал рожок с мороженым с пятикратной прибылью, называя десерт «традиционным арабским лакомством». При этом Думар щедро делился идеей с многочисленными выставочными торговцами. После окончания выставки Думар начал деятельность по производству вафельных рожков, вывез из Сирии семью, придумал машину с четырьмя противнями и заказал её в литейной мастерской. На Jamestown Exposition в 1907 году Думар с братьями продали почти двадцать тысяч рожков. После этого Эйб Думар купил полуавтоматическую машину на 36 противней, которая выпекала двадцать рожков в минуту и открыл фирму, которая работает в Норфолке и по прошествии ста лет.
Начиная с 1904 года спрос на рожки для мороженого неуклонно рос, создавались многочисленные предприятия по их производству.
Продажу мороженого в стеклянных стаканчиках в Лондоне запретили в 1926 году ради профилактики туберкулёза. С этого времени мороженое на улице продавалось только в рожках или в вафельном сэндвиче. Конкуренцию съедобным рожкам составили только эскимо на палочке.

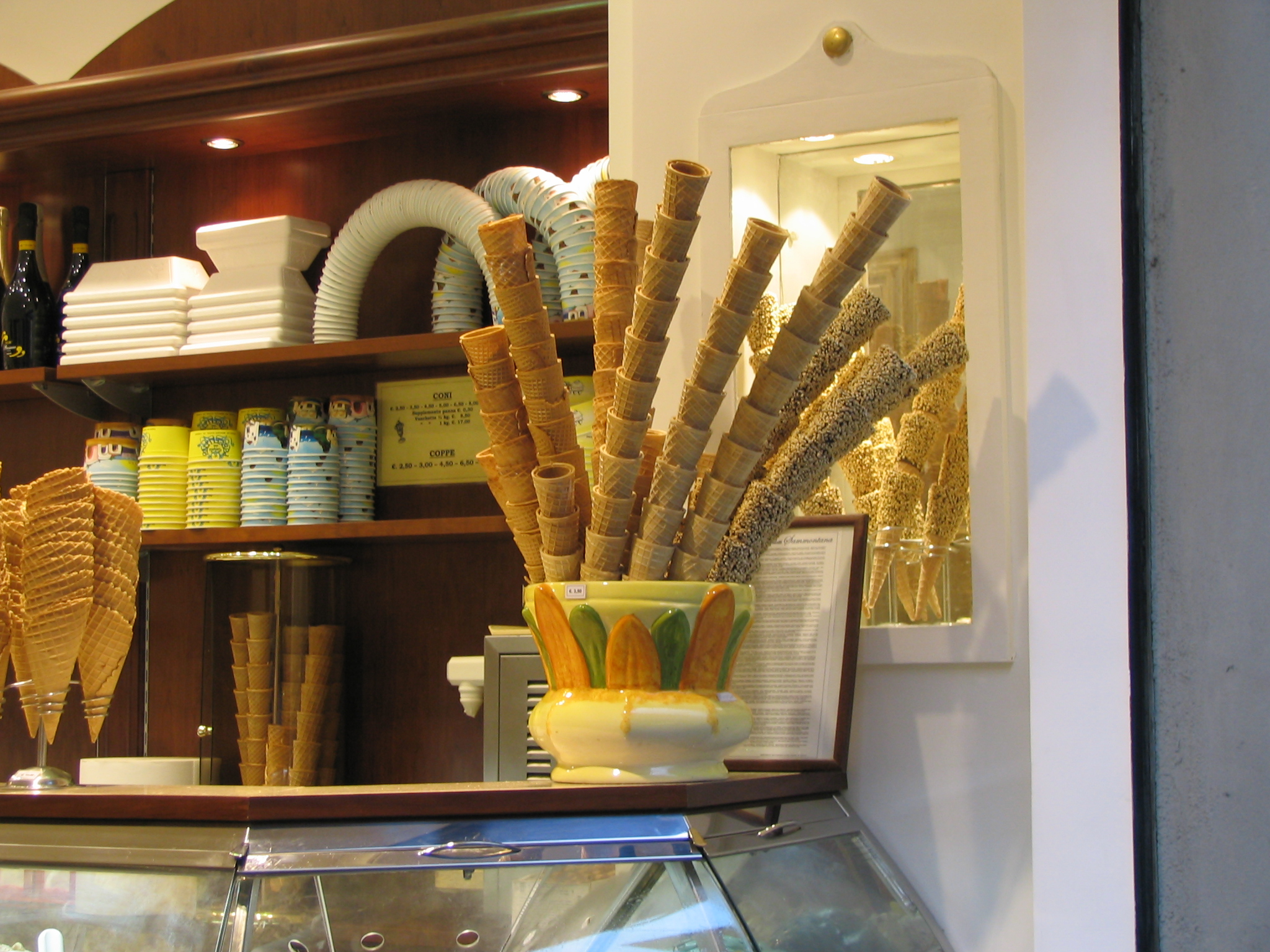
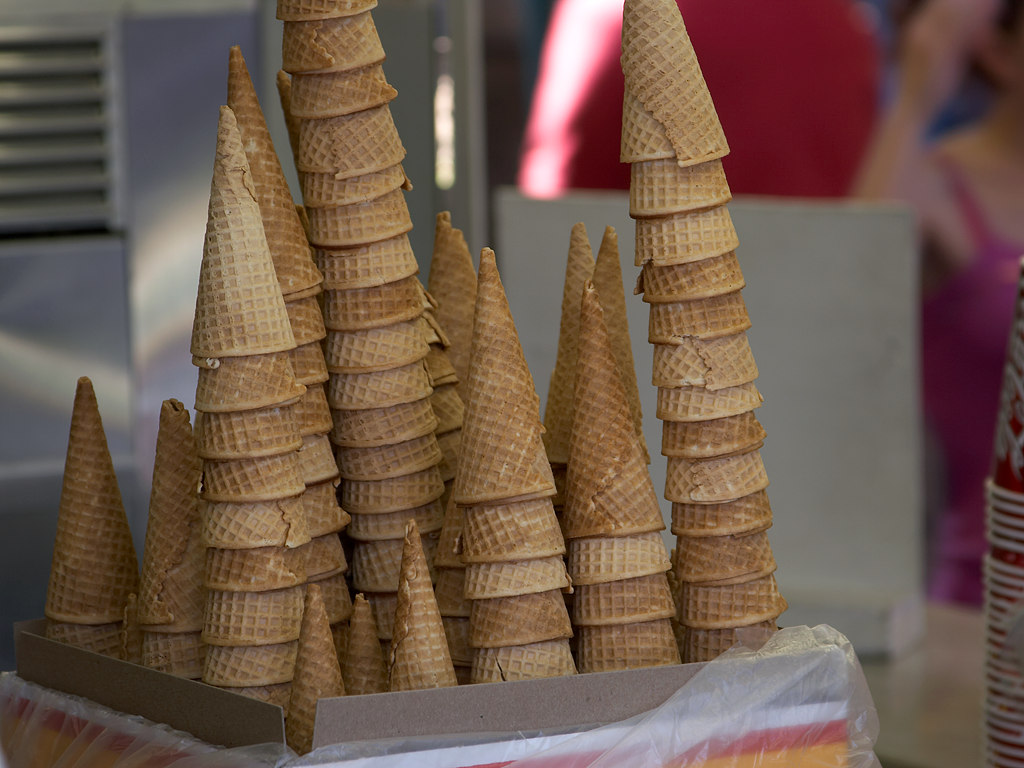
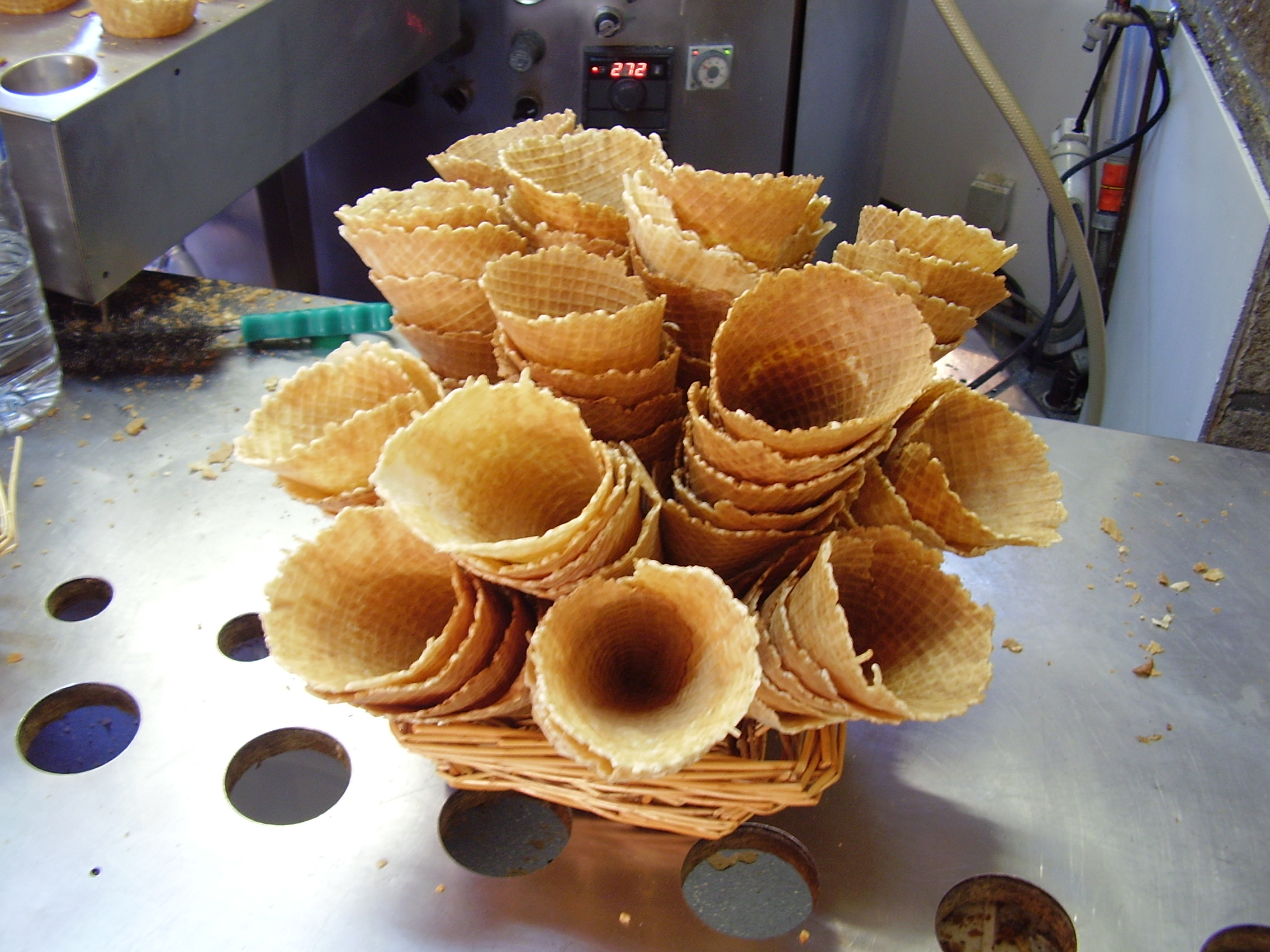
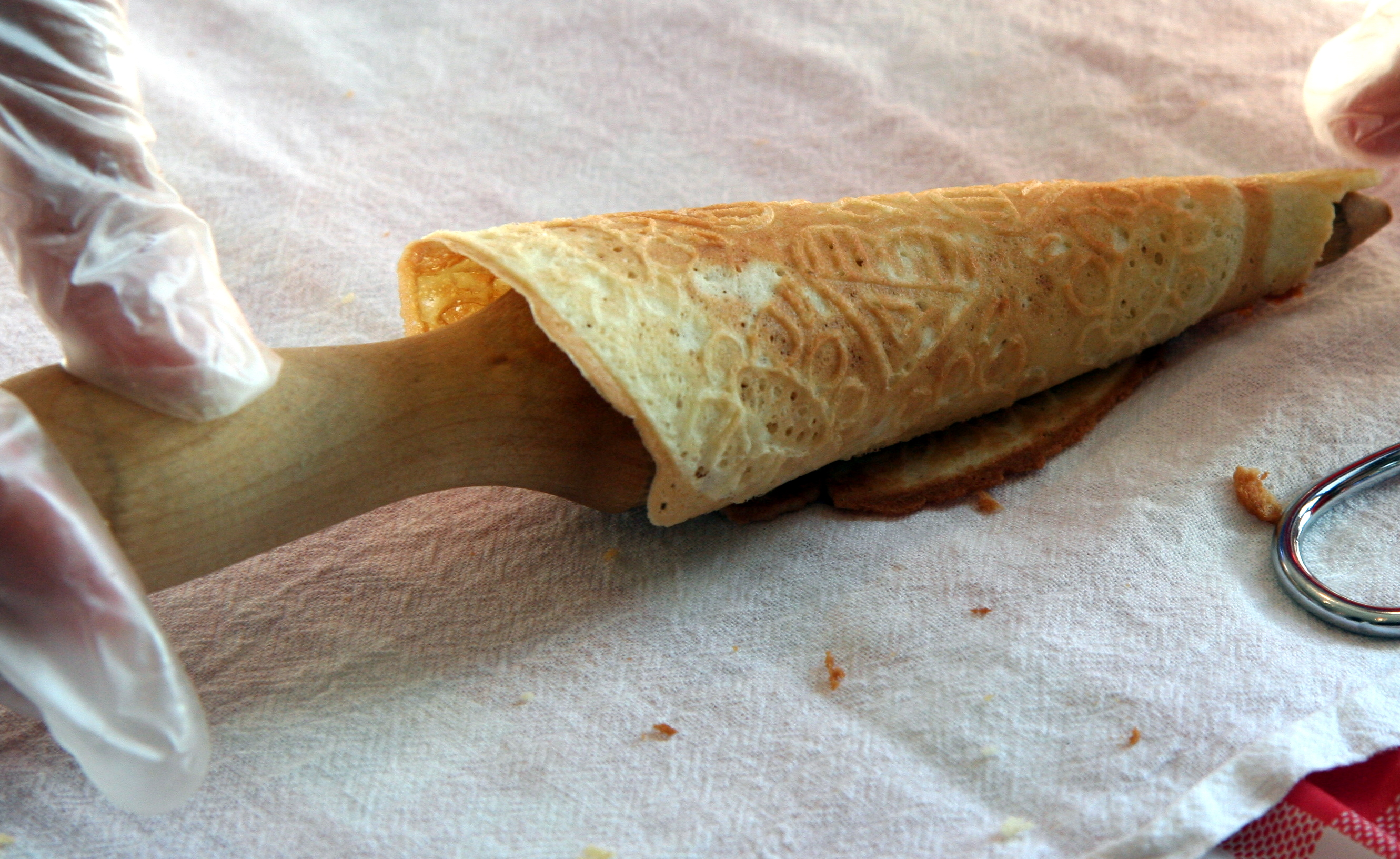

## Промышленные рожки для мороженого
В 1918 году в Пенсильвании основана фирма Joy Ice Cream Cone Company, начавшая массовое производство рожков, которые она поставляла в рестораны и продавала в розницу. Компания производит более 2 млрд рожков (сахарных, вафельных и пресных) в год и по состоянию на 2009 год является крупнейшим производителем рожков для мороженого.
Крупные производители мороженого производят собственные рожки. Тесто для них замешивается из сахара, муки, сухого молока и холодной воды. Из тестомесильной машины тесто поступает в промышленные вафельницы, а после выпечки закручивающая машина сворачивает вафли в рожок. Отдельная машина используется для выпечки вафельных стаканчиков.

## Мороженое в рожках
В 1928 году Дж. Паркер придумал изготавливать и продавать рожки, наполненные мороженым, которые могли храниться в морозильной камере. В 1931 году он основал компанию Drumstick. В 1991 году предприятие выкупила компания Nestlé. В 1959 году итальянский производитель мороженого Спика придумал способ производства, при котором рожок изолировался от содержащегося в нём мороженого слоем масла, сахара и шоколада. Свой рецепт Спика зарегистрировал под названием Cornetto в 1960 году. Первоначальные продажи были невелики, но в 1976 году бизнес приобрела компания Unilever, занявшаяся продвижением продукта по всей Европе. Сейчас Cornetto является одним из самых популярных мороженых в мире.

## «Сахарная трубочка» в СССР и России
В СССР мороженое в вафельных рожках стало выпускаться после Великой Отечественной войны, впервые — в Ленинграде: в 1946 году инженер экспериментального цеха Ленинградского хладокомбината № 1 (по другим данным — слесарь-механик) Д. Г. Смирнов изобрел автомат для производства вафельных рожков, позже их стали делать по всему СССР.
Первые рожки, выпускаемые в Ленинграде, стали называться «сахарными трубочками». На упаковке мороженого, стоившего 15 копеек, было написано: «Мороженое сливочное в сахарной трубочке». Название не совсем точное, ибо под «трубой» (уменьшительно — «трубочка») понимается полое изделие постоянного сечения, рожок же имеет форму конуса и, следовательно, переменное сечение. Тем не менее, название прижилось.
В перестроечные времена ленинградская «Сахарная трубочка» получила «правильное» название «Мороженое сливочное в сахарном рожке». Впрочем, в обиходе оно так и осталось «трубочкой».
В настоящее время ряд видов мороженого в вафельном рожке носит название «Сахарная трубочка», в то же время аналогичная продукция других производителей мороженого носит название «Сахарный рожок».

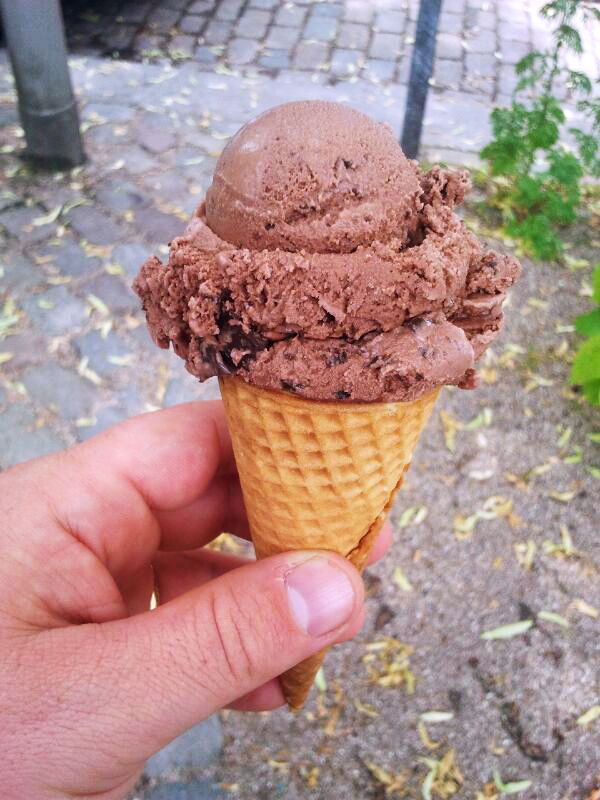
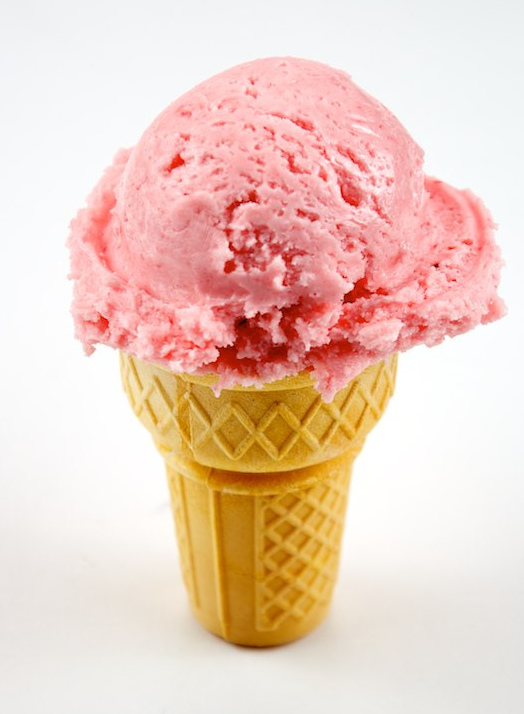
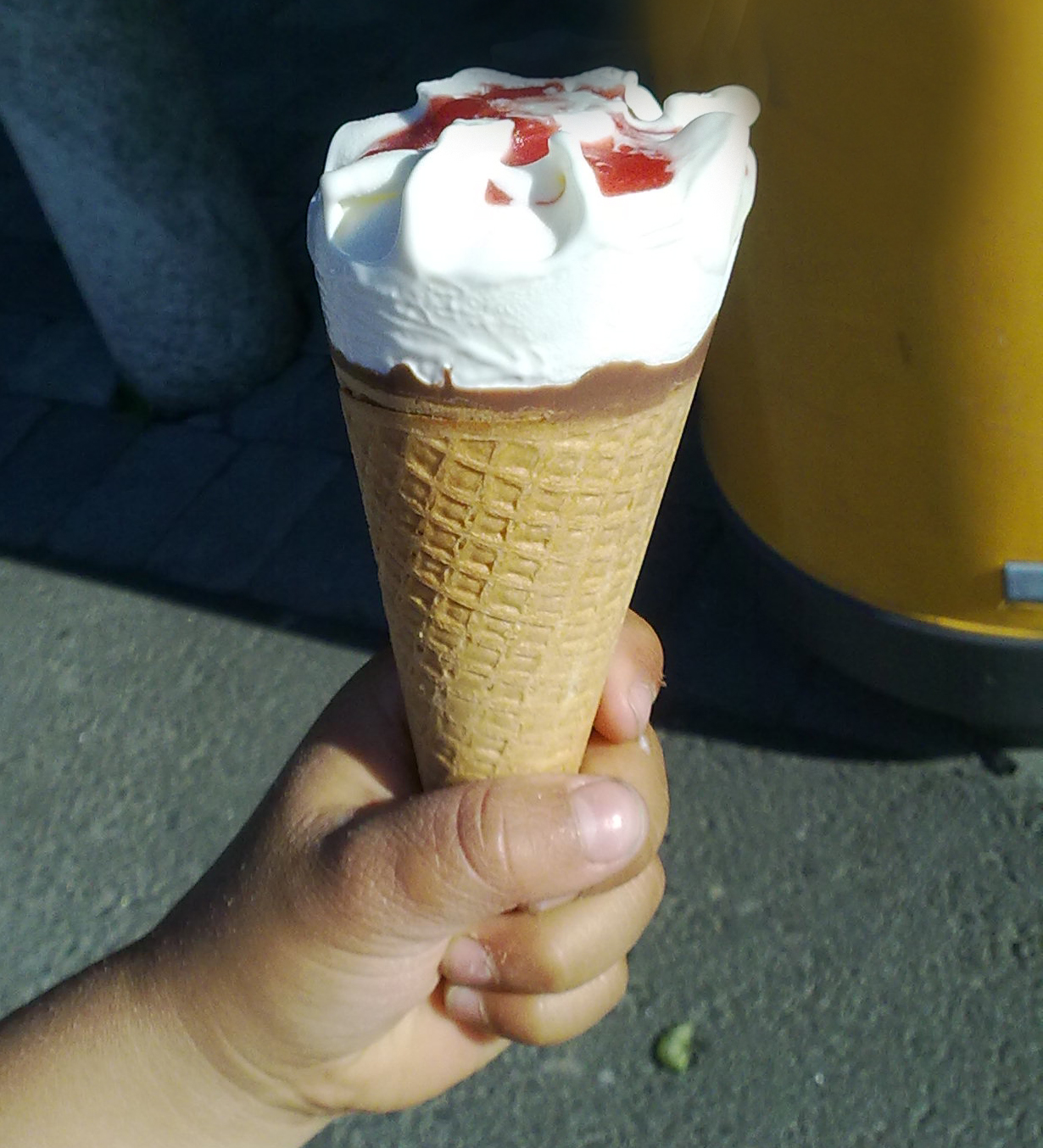
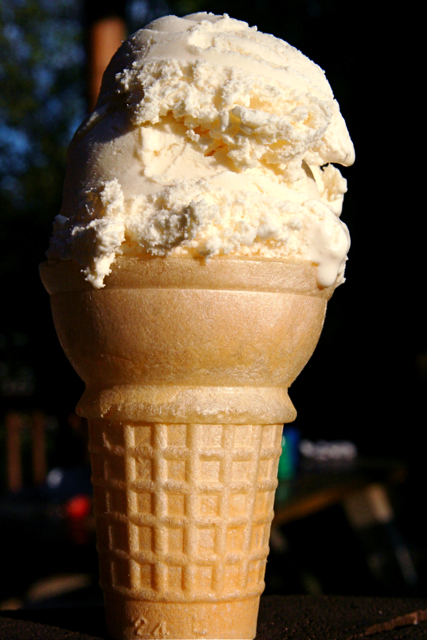